# 1602 (fumetto)
1602 è una miniserie a fumetti pubblicata dalla Marvel Comics, scritta da Neil Gaiman e disegnata da Andy Kubert. È la prima storia a fumetti scritta da Gaiman per Marvel, frutto del riavvicinamento tra l'editore e famosi autori freelance, operata da Joe Quesada per portare nuova linfa creativa. L'opera è un What if...? che rielabora l'Universo Marvel in stile seicentesco in un universo parallelo a Terra-616, chiamato "Terra-311".

## Trama
Inghilterra, marzo 1602. Da alcune settimane i cieli di tutta Europa sono preda di alcune strane tempeste: la gente crede si tratti dell'Apocalisse. La regina Elisabetta, in compagnia del capo della spie reali, sir Nicholas Fury, fa mandare a chiamare il dottor Stephen Strange, studioso dell'occulto e medico reale, per chiederne il parere; il dottore dichiara di non esserne a conoscenza, ma di intuire che non si tratta di un fenomeno naturale. Strange chiede a Fury di aiutarlo a recuperare il tesoro dei templari, un potente manufatto proveniente da Gerusalemme, che cadendo in mani sbagliate metterebbe il mondo in pericolo. Fury allora si reca, assieme al suo giovane assistente Peter Parquagh, in una taverna per contattare l'uomo a cui affidare tale missione: costui è Matthew Murdoch, in apparenza menestrello cieco, ma che in realtà è un abilissimo agente segreto. Murdoch parte alla volta di Trieste col compito di proteggere il vecchio templare e il suo carico. Strange nel frattempo, aiutato da sua moglie Clea, cade in trance e, nella sua forma astrale, ha delle visioni: su una nave, il Virginia Maid, sta arrivando dall'America una giovane donna, di nome appunto Virginia, accompagnata dal suo protettore indiano, il biondo Rojhaz, per chiedere aiuto per la sua colonia, Roanoke; vede all'interno di una torre un giovane uomo, nato con le ali, che dovrà essere messo al rogo; in Spagna, dentro un palazzo, vede un vecchio in compagnia di una giovane suora dalla veste scarlatta che riesce a vedere la sua forma astrale e, con un cenno della mano, lo ricaccia nel suo corpo.
L'uomo è in realtà il capo dell'inquisizione spagnola che sta organizzando il rogo del giovane alato, preoccupato però dell'intervento di un certo Javier. Il grande inquisitore ha mandato il giovane Petros, dotato della capacità di correre come il vento, a stringere un'alleanza con re Giacomo di Scozia. Nel frattempo, Fury e Peter subiscono un agguato da parte di un misterioso assalitore; Fury ha però la meglio e lo cattura in modo da poterlo interrogare.
Il mattino dopo il giovane Werner, il ragazzo con le ali, viene messo sul rogo, ma viene salvato dall'arrivo di due ragazzi, uno in grado di congelare l'aria e l'altro di emettere luminosi raggi dagli occhi, che lo portano su una barca che, manovrata dal giovane paggio John Grey, abbandona le coste della Spagna per dirigersi in Inghilterra.
In Lombardia intanto Matthew Murdoch fa la conoscenza di Nathasha Romanov, altra agente di Fury, nota come la Vedova Nera, la donna più pericolosa d'Europa.
Qualche settimana dopo, sir Nicholas si reca da Carlos Javier, un colto signore che ha aperto la sua casa agli esseri occulti, per proteggerli dalle persecuzioni ed insegnare loro a difendersi; questi non sono altri che Werner e gli altri (Scott, Roberto e Hank). Fury chiede a Javier informazioni sul suo assalitore: tramite i suoi poteri telepatici, Javier scopre che l'uomo fa parte di un complotto per uccidere la regina e la giovane Virginia arrivata dalle colonie.
Proprio in quel momento infatti, accompagnati da Parquagh su richiesta di Fury, Virginia e la sua guardia del corpo Rojhaz vengono accompagnati al cospetto della regina: come previsto da Javier, un secondo assalitore, in grado di volare come un avvoltoio, rapisce la giovane donna. Rojhaz riesce a sconfiggere il rapitore, ma Virginia è scomparsa: trasformatasi in un grifone, la ragazza è salita sul tetto, spaventata. Grazie all'aiuto di Strange, l'indiano biondo riesce a catturare la ragazza e a farla ritornare in forma umana, prima che Fury scopra il suo segreto. Così, mentre la regina ospita l'ambasciatore di Latveria e Stephen Strange si occupa della salute di Virginia, Fury interroga il prigioniero: il suo mandante è il conte Von Doom e in quel secondo Fury capisce che l'ambasciatore ha ucciso la regina.
Giacomo di Scozia diventa il re e, come da accordi presi con Enrico l'inquisitore, ordina a Fury di arrestare Javier e i suoi studenti; ma Fury in gran segreto manda Peter da Javier, per avvertirlo del suo imminente arrivo.
Intanto, alle porte di Trieste, Natasha tradisce Matt, colpendolo e facendolo precipitare da un ponte, mentre a Latveria Otto Von Doom interroga i suoi prigionieri, i quattro del Fantastik, quattro navigatori scomparsi dopo essersi avventurati in mare durante una misteriosa tempesta mistica; fu tramite le conoscenze scientifiche carpite a sir Richard Reed che Otto è riuscito ad uccidere la regina, creando un clarinetto meccanico che emetteva gas velenosi.
Peter arriva infine alla scuola di Javier, dove consiglia agli esseri occulti di non porre resistenza e di farsi arrestare; Javier acconsente, fidandosi del piano di Fury. A Trieste il vecchio templare Donald viene catturato dalla Vedova nera, che s'impossessa del tesoro dei templari su commissione del suo padrone, Otto il bello; a nulla serve l'intervento di Matt, che evidentemente non è morto nella caduta ma viene anch'esso catturato dagli uomini di Von Doom.
Fury arriva da Javier e lo arresta senza che egli ponga resistenza; re Giacomo, venendo meno agli accordi presi, si rifiuta di consegnarli all'inquisitore. Von Doom intanto chiede consiglio al suo prigioniero, sir Richard, per impossessarsi del potere del tesoro dei templari: esso appare come un globo di luce dorata, ma il vecchio Donald, in contatto con Strange, confessa che il vero tesoro non è quello tra le mani di Von Doom. Strange allora si reca da Javier e Fury per rivelare loro tutto quello che ha scoperto: Reed e il tesoro dei templari sono prigionieri di Destino e per salvare il mondo dall'Apocalisse è necessario liberarli entrambi. Strange ha inoltre capito che è la presenza di Virginia a causare, in qualche modo, gli strani fenomeni atmosferici nel mondo. A bordo di una nave, Fury, Strange e gli occulti di Javier si recano alla volta di Latveria per attaccare il castello del conte Von Doom. Sulla nave però Strange viene contattato dall'Osservatore che gli spiega che, a causa di un'anomalia temporale avvenuta quattrocento anni nel futuro, è stato trasportato un essere umano fuori dal suo tempo, causando una falla nello spazio/tempo che rischia di far collassare il creato.
Il giovane Petros avverte, per conto del Grande Inquisitore, il conte Otto dell'arrivo della nave di Javier: comincia una battaglia tra la nave volante (portata in volo da John Grey) e le difese del castello; della confusione ne approfittano i quattro prigionieri di Von Doom, che riescono finalmente a liberarsi e si uniscono agli uomini di Fury. Anche Murdoch e Donald si liberano e il vecchio templare rivela il segreto del suo tesoro: questo era in realtà il suo bastone che, battuto in terra, trasforma l'uomo nel dio vichingo del tuono: Thor. Matt si congeda da Fury, mentre il dio del tuono colpisce Von Doom con un fulmine e porta la nave e il suo equipaggio in salvo, portandola in volo fino al mare, in direzione del nuovo mondo.
Un emissario del Vaticano intanto accusa il gran inquisitore di tradimento e lo condanna al rogo; ma Enrico rivela di essere anch'esso un essere occulto, dotato di poteri magnetici, che si libera uccidendo tutte le guardie. In Inghilterra, intanto, re Giacomo decide di non fornire aiuti alla colonia di Roanoke, vanificando il viaggio di Virginia, e condanna a morte Stephen Strange per tradimento; Strange, però, non si oppone perché con la morte sarà finalmente libero di dare tutte le informazioni necessarie a Reed e Fury per salvare il mondo. Strange viene decapitato e la sua testa, ancora in grado di comunicare, viene conservata da sua moglie Clea. Sulla nave, intanto, il giovane Grey, che in realtà è una donna, è in fin di vita: lo sforzo per tener in volo la nave è stato eccessivo. La fanciulla muore in un globo di fuoco, lasciando un vuoto nel cuore del suo professore, del giovane Scott (che era a conoscenza della sua vera natura) e di Werner, che se ne era innamorato anche se lo credeva un maschio.
Anche Enrico, assieme a Toad, Wanda e Petros, a bordo di una nave di pescatori, naviga verso il nuovo continente. Re Giacomo infine manda il suo uomo di fiducia, Lord Banner, accompagnato da Parquagh e dall'esercito reale, a caccia di Fury, Clea e tutti coloro che hanno tradito la corona.
Anche Clea, Rojhaz e Virginia, a bordo del Virginia Maid, si recano alla volta di Roanoke. Clea ricorda le parole dettatele dal marito dopo esser deceduto, ovvero che il mondo sta collassando a causa di un intruso nello spazio/tempo: Strange credeva che l'anomalia fosse Virginia, ma Clea capisce che l'intruso è in realtà Rojhaz. La sua intuizione è esatta: Rojhaz non è altri che Capitan America, il supereroe del XX secolo; nel suo futuro infatti l'America, divenuta uno Stato totalitario di stampo fascista, metterà al bando i supereroi e Cap si ritroverà a combattere contro il proprio governo; per non farne un martire che ispiri nuovi ribelli, gli scienziati governativi decisero di sbarazzarsene mandandolo indietro nel tempo, affinché non ne rimanesse traccia. Steve si ritrovò così fuori dal suo tempo, venne a contatto con le tribù di pellerossa e ne divenne il capo; dopodiché trovarono i primi coloni e Virginia, la prima dei coloni nata in America, divenne la sua protetta.
A Roanoke, Javier grazie ai suoi poteri viene a conoscenza dell'arrivo delle tre navi, e grazie all'aiuto di Roberto e Werner, riesce ad imprigionare la nave di Enrico l'inquisitore dentro un enorme iceberg di ghiaccio. La Virgina Maid arriva a destinazione e Clea mette in contatto la testa di Strange con sir Richard, l'unico in grado di comprendere la verità sullo squarcio temporale. Reed propone di rintracciare il varco temporale, aprirlo e di rispedirgli al suo interno l'intruso.
Fury nel frattempo ha intercettato sulla spiaggia gli uomini di Banner, l'agente di re Giacomo, uccidendoli tutti, risparmiando però il giovane Peter, in quanto prova per lui un certo affetto, dato che gli ricorda se stesso da ragazzo. In Inghilterra, intanto, Matt Murdoch fa una visita a re Giacomo: il cieco, per impedire al re di perseguitare Fury e gli altri, lo terrorizza dicendogli che può ucciderlo in qualunque momento, qualora accadesse qualcosa a sir Nicholas.
Javier stringe un patto con Enrico, in quanto vi è bisogno del suo aiuto: infatti, per aprire il varco temporale, sono necessari i poteri magnetici di Enrico e i fulmini di Thor: Donald è riluttante a ritrasformarsi nel dio vichingo, in quanto ogni volta che torna in forma umana grande è il rimpianto del vigore provato nell'essere un dio, ma le parole di Susan Storm lo convincono ad accettare. Il tempo sta per scadere, ma Rojhaz è scomparso. Fury, grazie all'aiuto di Virginia trasformata in un segugio, lo rintraccia ma Rojhaz non vuole seguirlo: è la sua occasione, dice, di evitare all'America di ripetere gli stessi errori, di fare di quella nazione la terra di libertà e giustizia per la quale lui ha sempre lottato, ma Fury lo stordisce con una pietra, in modo da poterlo trasportare di peso all'interno del varco temporale. Lord Banner, il sicario di Giacomo, scampato all'assalto, cerca di colpire Fury con una balestra, ma l'intervento di Peter e di Virginia (ancora in forma di cane) sventano l'attentato.
Fury può così entrare con Rojhaz all'interno del varco temporale, che causa un'enorme esplosione di luce. Tutto è risolto, finalmente: Clea fa ritorno alla sua dimensione, Thor torna ad Asgard, mentre Enrico abbandona Roanoke, lasciando i suoi figli Wanda e Petros alle cure di Javier. Roanoke viene dichiarata indipendente dall'Inghilterra, mentre di Banner non si ha più traccia: nel salvare Peter dall'esplosione è stato trasformato in un erculeo mostro grigio (Hulk). Anche Peter rimane a Roanoke, al fianco di Virginia e, mentre i due tornano a casa, il ragazzo viene punto da un misterioso ragno luminoso.

## Personaggi
La storia è ambientata nell'Inghilterra del XVII secolo, e in cui sono presenti i classici personaggi Marvel, in ruoli corrispettivi per l'epoca:
- Sir Nicholas Fury: responsabile della sicurezza della regina Elisabetta I d'Inghilterra, basato su Nick Fury.
- Anthony Stark: civile spagnolo catturato in Terra santa dagli inglesi durante la guerra anglo-spagnola, viene costretto da essi a fabbricare armi per loro. Per costringerlo a tale scopo, è stato quotidianamente torturato da David Banner e a causa delle torture subite è costretto a indossare una gigantesca armatura di ferro per sopravvivere e assumendo l'identità di "Lord Iron". Basato su Iron Man.
- Dottor Stephen Strange: medico di corte e alchimista, basato sul Dottor Strange.
- Peter Parquagh: giovane apprendista di Fury, basato su Peter Parker.
- Matthew Murdoch: menestrello cieco e agente segreto, basato su Devil.
- Clea Strange: moglie e assistente di Strange, proveniente da un'altra dimensione, basata su Clea.
- Rojhaz: un nativo americano con i capelli biondi e gli occhi azzurri. È in realtà un Capitan America proveniente da un ulteriore universo parallelo ("Terra-460") e la sua presenza è la causa degli avvenimenti che accadono nella miniserie.
- Carlos Javier: professore spagnolo emigrato in Inghilterra, fondatore di un college dove accogliere "esseri occulti" (ovvero i mutanti) basato su Charles Xavier. Tra i suoi studenti, la "Razza degli Stregoni" (basati sulla prima formazione degli X-Men) vi sono:
  - Scotius Sumerisle (Ciclope)
  - Roberto Trefusis (Uomo Ghiaccio), nipote di Sir Francis Drake.
  - Henry McCoy (Bestia)
  - Werner (Angelo)
  - John Grey (copertura maschile di Jean Grey)
- I quattro del Fantastick: ovvero quattro intrepidi navigatori scomparsi dopo aver navigato attraverso una misteriosa tempesta, basati sui Fantastici Quattro. Essi sono:
  - Sir Richard Reed (Mister Fantastic)
  - John Storm (Torcia Umana)
  - Susan Storm (Donna invisibile)
  - Capitano Benjamin Grimm (La Cosa)
- Enrico il Gran Inquisitore: obbediente all'Inquisizione spagnola, e da cui è incaricato di dare la caccia agli "esseri occulti" (i mutanti), basato su Magneto. I suoi servitori, la "Fratellanza di coloro che erediteranno la Terra" (ovvero la prima formazione della Confraternita) sono:
  - Sorella Wanda (Scarlet)
  - Petros (Quicksilver)
  - Fratello Andreas (Toad), servitore dal quale viene tradito.
- David Banner: servitore di Re Giacomo di Scozia, basato su Bruce Banner.
- Il Conte Otto von Doom di Latveria, basato sul Dottor Destino.
- Gli Avvoltoi, assassini al servizio di Otto von Doom. Basati sull'Avvoltoio.
- Thor dei tuoni: divinità evocata dal bastone dei templari (in realtà il martello magico Mjolnir) e manifestatasi usufruendo del corpo di Donal, Gran Maestro dei Templari. Basato su Thor.
- Natasha Romanova: accompagna Matthew sulla strada per incontrare Donal. Si rivela essere un'agente al soldo del Conte Otto von Doom di cui è anche l'amante. Basata sulla Vedova Nera.
- Edwin Brocc: basato su Eddie Brock. Civile inglese che per sedurre e sposare la sua compaesana Anne Weying, fa un patto con l'Incantatrice, la quale gli inserisce all'interno del suo corpo un frammento di sé in grado di trasformarlo in una creatura nera, basata su Venom.
- Anne Weying: civile inglese che spinta da una pozione somministratale da Edwin Brocc, si innamora di lui e cerca di sposarlo. Basata su She-Venom.
- Canice Cassidy: basato su Cletus Kasady, è il leader del "Sestetto Sinistro" (i Sinistri sei) ed è posseduto da una creatura rossa basata su Carnage. I membri della sua banda sono:
  - Electro: basato su Electro.
  - Magus: basato su Mysterio.
  - Hobgoblin: basato su Hobgoblin.
  - Karnov: basato su Kraven il cacciatore.
  - Serpente: basato sul Serpente.
- Il Barone Victor Octavius: basato sul Dottor Octopus.
- Henri Le Pym: scienziato francese, ricattato dal Barone Victor Octavius affinché trovi una cura per il suo stato ibrido umano-polpo, basata su Hank Pym.
- Janette Le Pym: moglie di Henri, viene rapita dal Barone Victor Octavius per costringere il marito a trovare una cura per il suo stato ibrido umano-polpo, basata su Wasp.
- Lord Osborn: ambasciatore britannico di Re Giacomo di Scozia che cerca di raggiungere "la sorgente" per ottenere un potere inimmaginabile, basato su Norman Osborn.
- King's Pin: capitano pirata che attacca la nave su cui viaggia Lord Osborn venendone sconfitto, basato su Kingpin.
- Bull's Eye: secondo in comando di King's Pin e assassino al suo servizio, cerca di uccidere Peter Parquagh, venendo invece ucciso dalla "Lucertola", basato su Bullseye.
- Curtis Connors: filosofo che viene infettato dal morbo trasformandosi nella mostruosa "Lucertola", basato su Curt Connors.
- Rupert Rhodes: ingegnere inglese che realizza l'armatura di ferro di "Lord Iron". Basato su War Machine.
- Ross: capitano inglese che trasporta "Lord Iron" in America, alla ricerca di David Banner. Basato su Thunderbolt Ross.